# Malmgreniella baschi
Malmgreniella baschi är en ringmaskart som beskrevs av Pettibone 1993. Malmgreniella baschi ingår i släktet Malmgreniella och familjen Polynoidae. Inga underarter finns listade i Catalogue of Life.